# Centralen station
Centralen är en järnvägsstation under uppförande i Göteborg, Sverige, som planeras öppna 2026 som en del av Västlänken. Stationen ligger i anslutning till Göteborgs centralstation och Nils Ericson-terminalen.

## Infrastruktur

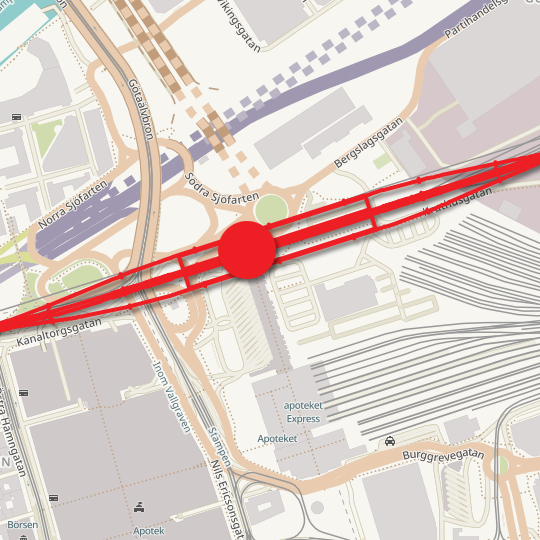
Stationsläge

Centralen kommer att ligga under jord, norr om Göteborgs befintliga centralstation. Stationen kommer att ha två plattformar och fyra spår, belägna cirka 12 meter under marken. Plattformarna blir 250 meter långa och 60 meter breda.
Projektet leds av Trafikverket och byggnationen utförs av flera entreprenörer. Bygglovet för stationen beviljades i januari 2021, och byggstart skedde 2024. Stationen planeras öppna i december 2026 som en ändstation, och 2030 som en genomgångsstation med trafik vidare till Haga och Korsvägen när Västlänken är fullt utbyggd.
Stationen är utformad för att öka kapaciteten i järnvägsnätet kring Göteborg genom att avlasta centralstationen och möjliggöra mer genomgående trafik via Västlänkens nya dubbelspårstunnel.

## Stationsbyggnader
Centralen kommer att ha tre huvudentréer. Den östra entrén leder till Park Central, en ny kontorsbyggnad intill Regionens Hus. Västra entrén får två uppgångar: en i Nordstan och en nära Lilla Bommen. Den största entrén, Göteborg Grand Central, ansluter direkt till Göteborgs centralstation via Nils Ericsonterminalen.

### Göteborg Grand Central

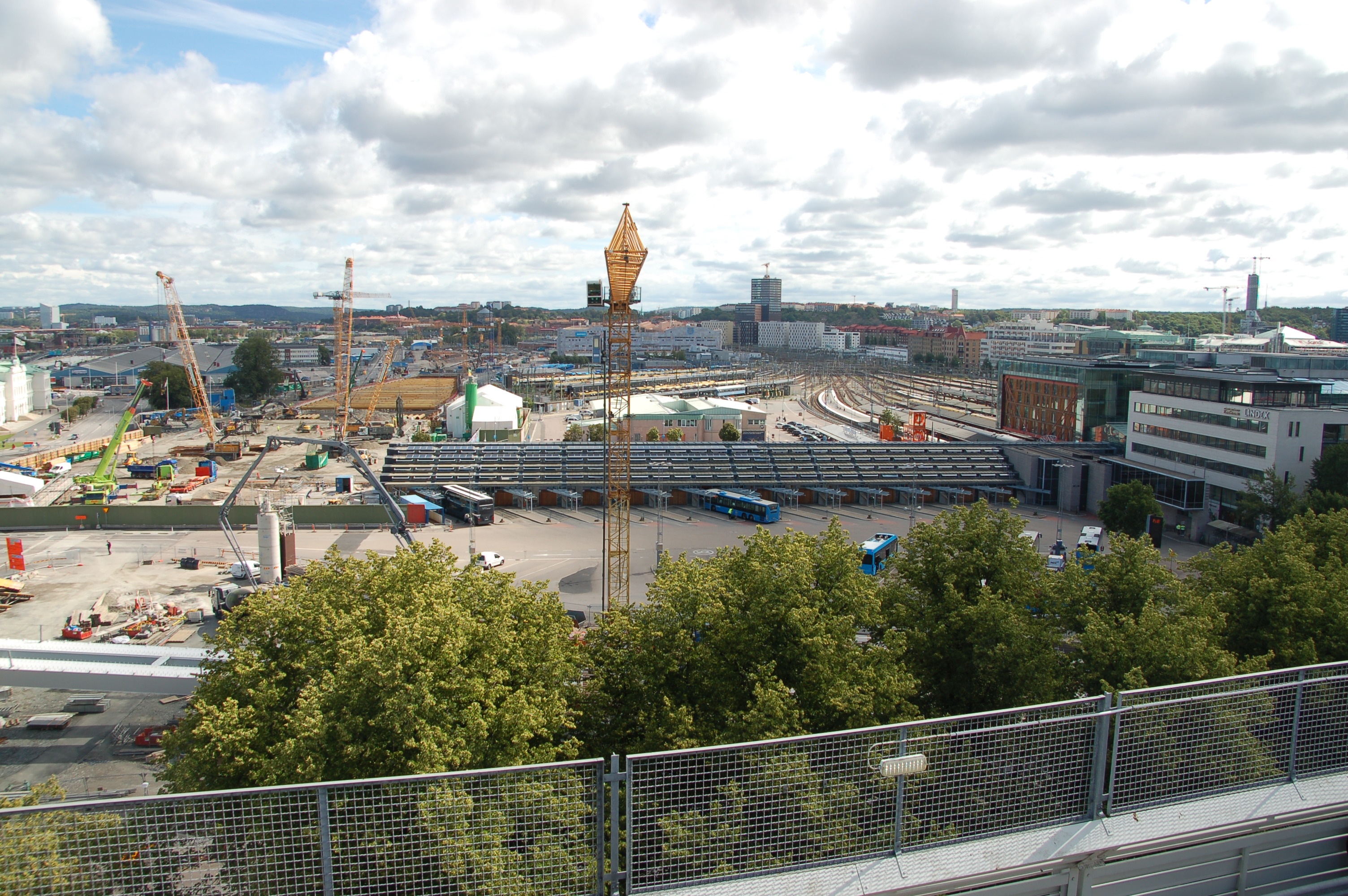
Entrén till Göteborg Grand Central kommer att vara belägen norr om Nils Ericsonterminalen

Den största av tre entréer till Centralen kommer att vara Göteborg Grand Central. Jernhusen är ensam ägare av byggnaden och finansierar hela byggkostnaden på 870 miljoner SEK. Den kommande stationen designades av den norska Reiulf Ramstad Arkitekter och byggs av Peab.
Byggnaden kommer att ha en yta på 15 000 kvadratmeter, varav 1 400 kvm reserveras för butiker och restauranger. Ytterligare 8 000 kvm kommer att vara kontorslokaler för cirka 700 anställda. Passagerarområden kommer att ha en takhöjd på 15 m och stationens arkitektur förväntas skapa ett modernt, funktionellt och lättillgängligt nav för tåg och kollektivtrafik.